# Кармел Мур
Кармел Мур (англ. Carmel Moore, урождённая Насрин Даниэль Алави, англ. Nasrin Danielle Alavi; род. 10 июня 1985 года, Истборн, Восточный Суссекс, Англия, Великобритания) — британская порноактриса персидского происхождения. Была признана лучшей актрисой за роль в фильме «Hug a Hoodie» в 2007 году на ежегодной церемонии награждения фильмов для взрослых UKAFTA (UK Adult Film and Television Awards) в Великобритании.

## Биография
Кармел Мур начала свою карьеру в фильмах для взрослых в 2004 году и продолжает активно сниматься. Она работала с такими студиями как Brazzers, Wicked Pictures, Reality Kings и Penthouse. Кармел Мур также играет ведущую роль в интерактивных видео-шоу «DVD Virtual Sex with Carmel Moore».
По данным на 2013 год снялась в 97 фильмах.

## Награды

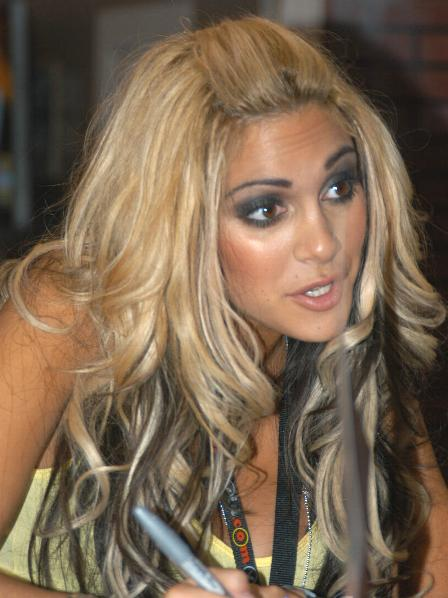

- 2007: UK Adult Film and Television Awards — лучшая актриса

## Интересные факты
- Знак зодиака — близнецы.
- Имеет две татуировки (надпись на спине и сзади на ноге).
- Пирсинг на левой ноздре.